# Øens Dyr
Øens Dyr er en minizoo, som ligger på Masnedø i Vordingborg. Øens Dyr åbnede i oktober 2018 på adressen Viaduktvej 9, 4760 Vordingborg.

## Dyrearter
Øens Dyr har 30 dyrearter. Til disse hører bl.a. gæs, minigrise, alpakaer, får, geder, ponyer, kaniner, zebramanguster, strudse og små kænguruer samt skægagam.

## Andet
Øens dyr drives som et uddannelses- og beskæftigelsestilbud for sårbare unge, der er beboere og elever på Fonden Startskuddets bosteder og skole. Men også frivillige og professionelle dyrepassere deltager i at passe dyrene.